# Ataru Oikawa
Ataru Oikawa ( 及川中 Oikawa Ataru, 5 de septiembre de 1957) es un director de cine y guionista japonés. Conocido por haber dirigido tres películas de la serie Tomie.
Oikawa debutó como guionista en 1990, escribiendo la comedia dramática Gattubī - Bokura wa kono natsu nekutai wo Suru. En 1998, comenzó dirigiendo Tokyo yoru bōdō: Kenka no hanamichi - Tokyo bangai hen, hecho para V-Cinema.
En 1999 fue elegido para dirigir Tomie, la primera película de la serie que proviene del manga escrito e ilustrado por Junji Ito en 1997. En 2004 dirigió Tokyo Psycho, y al año siguiente volvió a dirigir dos películas de la saga, la precuela Tomie: Beginning y la penúltima película de la serie, Tomie: Revenge.
Entre 2008 y 2009, dirigió los thriller Shrill Cries of Summer y su secuela Shrill Cries - Reshuffle, basadas en el anime Higurashi no Naku Koro ni.

## Filmografía
- "Shōjo sensō" (2010) director / guionista
- "Higurashinonakukoroni chikai" (2009) director / guionista / Historia
- "Higurashinonakukoroni" (2007) director / guionista
- "1303-Gōshitsu" (2007) director / guionista
- "Kichijōten'nyo" (2007) director / guionista
- "Menotto" (2005) director / guionista
- "Tomie: Revenge" (2005) director / guionista
- "Tomie: Beginning" (2005) director / guionista
- "Ainshutaingāru" (2005) director / guionista
- "Tokyo Psycho (Tōkyō densetsu ugomeku machi no kyōki)" (2004) director / guionista
- "Umekuhaisuikan" (2004) director / guionista / editor
- "Ravu~āzu kisu" (2002) director / guionista
- "Tamagawa shōjo sensō" (2002) director / guionista
- "Samuraigāru 21" (2001) director
- "Tomie" (1999) director / escritor
- "Nipponsei shōnen" (1995) director / guionista
- "Okutopasuāmī Shibuya de aitai" (1990) director / guionista

- Datos: Q2850308